# Armando Gabino
Armando Leisdeker Gabino García (nacido el 31 de agosto de 1983 en Santiago) es un lanzador dominicano de Grandes Ligas que se encuentra en la agencia libre.

## Carrera

### Cleveland Indians (2004)
Gabino fue firmado originalmente por los Indios de Cleveland el 19 de abril de 2001. Comenzó su carrera como tercera base, pero los Indios lo convirtieron en lanzador en el año 2004. Después de la temporada, los Mellizos de Minnesota lo seleccionaron en el Draft de Regla 5.

### Minnesota Twins (2009)
Gabino tuvo un comienzo terrible con los Mellizos, registrando una efectividad de 8.10 con los Elizabethton Twins. Sin embargo, mejoró y pasó a al nivel A. Después de un éxito continuo en las menores, los Mellizos lo llamaron el 21 de agosto de 2009. Sin embargo, no lanzó bien y fue devuelto a los menores. Fue reclamado en waivers por los Orioles de Baltimore luego de la temporada.

### Baltimore Orioles (2009-2011)
Poco después de firmar con los Orioles el 9 de febrero de 2010, Gabino fue designado para asignación. no fue reclamado en waivers y fue enviado a Triple-A con el equipo Norfolk Tides. Sin embargo, después de haber lanzado de manera estelar en Norfolk, los Orioles lo llamaron el 5 de agosto para reemplazar al lesionado David Hernández. Sin embargo, una vez más, no pudo lanzar bien y fue enviado el 28 de agosto mientras los Orioles activaron al lanzador Jim Johnson de la lista de lesionados.